# Коріолан Сноу
Коріолан «Коріо» Сноу — персонаж у франшизі «Голодні ігри», яка включає книжкову та кінематографічну серії. У вихідній трилогії книг (2008—2010) Президент Сноу є фашистським диктатором, який очолює контрреволюційний рух. У приквелі «Балада про співочих пташок та змії» (2020) він — амбітний, розумний та харизматичний 18–річний хлопець, якому доручено наставництво дівчини, що бере участь у десятих Голодних іграх — співачки Люсі Грей Берд, і вони встановлюють з нею стосунки.
У кінематографічних адаптаціях Президента Сноу зображає Дональд Сазерленд. Він вирішив взяти участь у серії, вважаючи, що це залучить молодих глядачів до політики революції. Том Блайт виконав роль молодшого Сноу в «Балада про співочих пташок та змій» (2023). Він бачив персонажа як того, хто прогресує через три етапи: від наївного та амбітного до більш стриманого, схожого на Сазерленда.
Троянди є символом родини Сноу, що пов'язує Коріолана з його матір'ю та бабусею. Він використовує троянди для спілкування з головним персонажем «Голодних ігор» — Катніс Евердін. Його підписний метод усунення ворогів — отрута, яку він використав ще у юному віці. Завдяки «Балада про співочих пташок та змій» відкривається таємна завіса: на Сноу мали вплив погляди докторки Гоул щодо необхідності державного контролю для запобігання безладу. Спочатку він діє зі своїх особистих інтересів, але потім закохується в Люсі Грей. Люсі Грей має схожості з Катніс, включаючи їх музичні здібності, домашнє середовище та досвід у Голодних іграх.
Критики як книг, так і фільмів не схвалили вибір зосередити увагу на Сноу в «Балада про співочих пташок та змій», оскільки відомо, що він стане злочинцем. Однак виступ Сазерленда у чотирьох фільмах «Голодні ігри», який розширив роль Президента Сноу з книг, отримав визнання. Сазерленд був номінований на премію «Teen Choice» та «MTV Movie Award».

## Історія персонажа
Коріолан Сноу живе в Панемі, де елітний Капітолій керує 12 округами (дистриктами). Щороку проводяться Голодні ігри, щоб покарати округи за невдалу революцію, відому як Темні дні. На ігри відправляють два трибути: по чоловіку та жінці з кожного округу, які б'ються на смерть, поки не залишиться один переможець.

### Балада про співочих пташок та змій
Сноу походить із заможної капітолійської родини, яка втратила свій статус у Темні дні, коли його батько Красс загинув у битві. Сноу загрожує виселення зі своєї квартири в пентхаусі разом із двоюрідною сестрою Тигріс і бабусею, яку вони називають Бабусенція. Сім'я продала багато свого майна і намагається триматися на плаву.
У десятих Голодних іграх 18–річний Сноу має можливість як наставник підвищити свій статус і фінансувати своє майбутнє навчання в університеті. Йому призначають трибутку з дистрикту 12, 16–річну Люсі Грей Берд, яка демонструє стальний і норовливий характер. Сноу зустрічає Люсі на вокзалі, крадькома приносить їжу та морально готує до вигратишу спонсорствоа Капітолію, щоб він міг забезпечити її усім необхідним на арені — нова функція Ігор, яку він пропонує. Люсі Грей і Коріолан Сноу настільки зближуються, що в кінці не соромляться триматися за руки один з одним.
Докторка Гоул, Ігротворець, цікавиться поглядами Сноу на Ігри та пропозиціями щодо того, як підвищити їхню привабливість. Вона змушує його вийти на арену, щоб усунути іншого наставника — народженого в окрузі Сеяна Плінта, — який протестує проти Ігор. Йдучи з Сеяном, Сноу вбиває одного з трибутів, щоб захиститися. Коріолан розуміє, що докторка Гоул планує випустити мутованих змій на арену, і кидає носовичок із запахом Люсі Грей у клітку змій, щоб вони не напали на неї. Його дії допомагають трибутці виграти Голодні Ігри.
Декан Гайботтом виявляє, що Сноу змахлював, і змушує його стати миротворцем, де він наводитиме порядок у Окрузі 12. Сеянс також реєструється як миротворець. Сноу возз'єднується з Люсі Грей, і вони починають стосунки; він відвідує її музичні виступи з її родиною Кові. Ревнує дівчину до минулого з хлопцем Біллом, але вона доводить своє кохання і пише пісні про Сноу. Потрапивши в змову повстанців за участю Сеяна, Сноу вбиває громадянина із забороненої зброї та надає інформацію, яка призводить до страти Сеяна та повстанця. Побоюючись, що наступного разу і його стратять, він тікає в ліс з Люсі Грей.
Сноу знищує останні докази своїх злочинів, оскільки Люсі Грей починає йому не довіряти щодо кількості людей, яких він вбив. Коріолан переслідує її через ліс, і трибутка залишає змію, щоб напасти на нього. Коріо стріляє в неї і не впевнений, загинула вона чи втекла. Сноу повертається до Панему, де йому призначили престижне наставництво під керівництвом докторки Гоул.

### Трилогія «Голодні ігри»
У фільмах «Голодні ігри», «Голодні ігри: У вогні» і «Голодні ігри: Переспівниця» Коріолан Сноу є президентом Панему. У частині «Голодні ігри: У вогні» Сноу зустрічається з Катніс Евердін перед її Туром Перемоги, щоб погрожувати їй та її близьким. Щоб придушити антикапітолійські настрої, Сноу каже, що Катніс має переконати навіть його, що її стосунки з Пітою Мелларком, напарником з Округу 12, справжні. У «Голодні ігри: Переспівниця» Коріолан керує військовою кампанією Капітолію, щоб придушити революцію в Округах, і стає запеклим ворогом Катніс.
У книзі «Голодні ігри: Переспівниця» Коріолана Сноу можна побачити на телебаченні та в уяві Катніс. Катніс прагне вбивства Сноу, щоб приєднатися до повстанської пропагандистської команди, момент, який був вилучений з фільмів. Пізніше вона наполягає на бою в Капітолії, щоб безпосередньо вбити Сноу. Після перемоги повстанців Катніс вважає Сноу оптимістичним, коли він говорить про те, що їх пару «виставили за дурнів». Сноу починає змушувати Катніс повірити, що район 13 скинув бомби, які вбили її молодшу сестру Прим. Відбувається публічна страта Сноу, де Катніс має вбити його за допомогою лука та стріл. Замість цього вона стріляє в лідера повстанців Алму Коін, змушуючи Сноу нестримно сміятися і померти від кашлю з кров'ю.
У екранізаціях Сноу грає більшу роль, з додатковими сценами, показаними з точки зору Дональда Сазерленда. У першому фільмі він розмовляє з головним ігротворецем Сенекою Крейном у розарії. «Голодні ігри: У вогоні» його головна роль полягає в обговоренні планів з головним розробником ігор Плутархом Хевенсбі. У «Голодні ігри: Переспівниця» — Частина 1, представлена команда, яка стоїть за ним. У «Голодні ігри: Переспівниця» — Частина 2" він отруює генерала на офіційному обіді.
Видалена сцена з «Голодні ігри: Переспівниця» — Частина 1 показує, як Сноу обговорює повстання з Пітою та пояснює роль Піти в його пропагандистській кампанії. Це було пропущено, оскільки фільм показано з точки зору Катніс.

## Характеристика
Своє прізвище Сноу отримав від римського генерала Гнея Марція Коріолана. У п'єсі Вільяма Шекспіра «Коріолан» генерал підтримує високу політичну владу аристократів у суспільстві. Сара Ліалл з The New York Times порівняла його роль лиходія з Макіавеллі, Нероном і Річардом III. Його злодійство як президента є більш явним у фільмах, де він нагадує лиходія Джеймса Бонда, ніж у книгах.
«Балада про співочих пташок та змій» зображує, як Сноу став лиходієм. Письменниця Сюзанна Коллінз згадала цитату Вільяма Вордсворта: «Дитина — батько людини», коли розмірковувала про те, як дитинство Сноу вплинуло на його погляди на їжу, жінок і Панем. Вона розглянула ідею tabula rasa — що люди народжуються як «чисті дошки» і розвиваються через життєвий досвід, — але зауважила, що сучасники Сноу мають контрастні особистості, незважаючи на страждання під час війни.
Вісімнадцятирічний Сноу представлений як харизматичний і талановитий студент. Коріолан егоїстичний, честолюбний і контролюючий: хоча його дії здаються морально доброчесними, його аргументація егоїстична чи опортуністична. Він вважає себе хорошою людиною, незважаючи на його неможливе становище, і кращою за правом народження, ніж його однокласник Сеян, що народився в Окрузі 2.
До моменту «Голодних ігор» Сноу представляє штат Панем. Він фашистський і тоталітарний диктатор, який прагне придушити революцію. Як президент, Сноу демонструє безжалісність, розум і садизм.
Троянди символізують спадщину. Коріолан Сноу володіє компактною пудрою від матері з ароматом троянди, яка нагадує йому про неї. Бабуся вирощує троянди на даху їхнього пентхауса. Вона високо цінує їх і дарує Сноу кілька на важливі події. Коли він стає президентом, Сноу дарує Катніс троянду після їхньої зустрічі в «Голодні ігри: У вогоні» і залишає одну троянду в її розбомбленому будинку в «Голодні ігри: Переспівниця». Після бомбардування району 13 скидають білі троянди.
За словами Фінніка в «Голодні ігри: Переспівниця», Сноу отруїв своїх ворогів, щоб піднятися до президента, випиваючи з тих же чашок, що й вони, щоб завоювати довіру, а потім приймав протиотруту. Це залишило у нього криваві виразки в роті, які він маскував запахом троянд. У фільмі «Балада про співочих пташок та змій» Сноу отруює декана Гайботтома. Батько Сноу був відповідальним за заснування Голодних ігор, представивши п'яну ідею Гайботтома як частину завдання, коли обидва були студентами. Як наслідок, Гайботтома має образу на Коріолана Сноу.

### Відносини до інших персонажів
Спочатку для Сноу Люсі Грей — шлях до вступу в університет. Однак невдовзі він починає щиро піклуватися про неї і намагається розрізнити мотиви, за яких він намагався їй допомогти. Сноу відчуває як любов, так і почуття власності до Люсі Грей. Однак, на його думку, Люсі Грей зраджує його, і він стає більш холодним персонажем.
Катніс може нагадувати Сноу Люсі Ґрей через їхній спільний район, музичний талант і стосунки, які склалися під час Ігор. Сноу вірить, що Піта любить Катніс, але вона не відповідає взаємністю; він змушує її на Тур Перемоги, щоб «переконати його», що стосунки справжні. Катніс співає революційну пропаганду, що нагадує пісені Люсі Грей. Вона також не забуває про пісні, створені Люсі Грей. Сюзанна Коллінз пояснила, що музика Люсі Грей «допомогла збити» президента Сноу, посилаючись на спів Катніс «Deep in the Meadow» для Ру під час Голодних ігор.
Сноу співчуває своїй початковій огиді до докторки Гоул. Однак вони поділяють думку, що Ігри необхідні, щоб показати поведінку людей у її найбільш тваринному вигляді. Докторка Гоул заохочує Сноу вважати контроль Капітолію над Панемом виправданим для захисту від хаосу.

## Кастинг

### Дональд Сазерленд

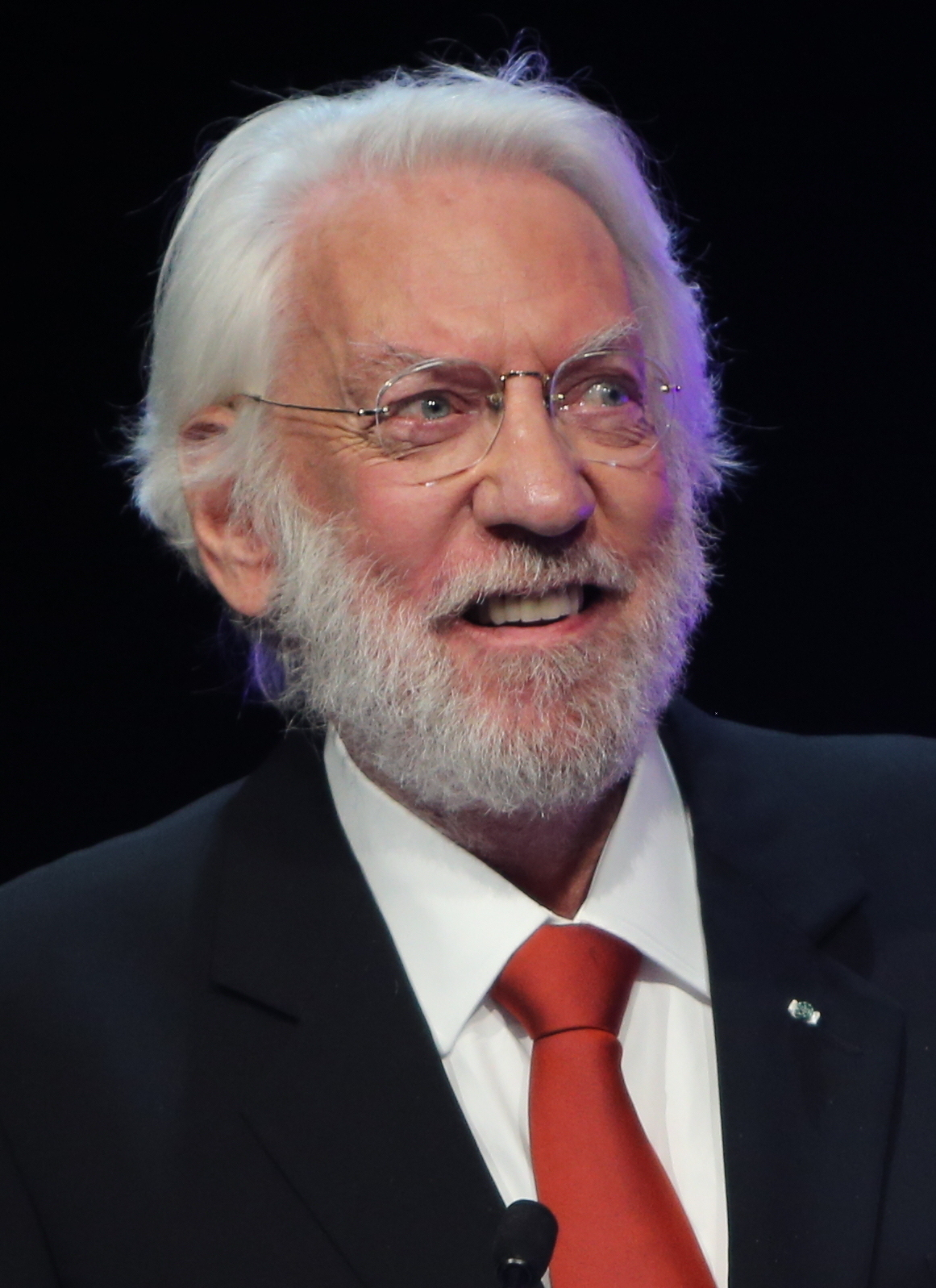
Дональд Сазерленд

Дональд Сазерленд зіграв літнього Сноу в чотирьох фільмах «Голодні ігри». Він прочитав сценарій першого фільму і попросив взяти участь у ньому через його політичні теми. Сазерленд, який займався лівим активізмом, хотів, щоб молоді глядачі організували та розпочали революційний рух для політичних змін у Сполучених Штатах Америки. У Сноу було кілька реплік у сценарії, але режисер Гері Росс додав сцени для персонажа в розарії.
Сазерленд бачив нерівність, владу та надію як основні теми та вважав, що Сноу невиправний. Сазерленд порівняв Сноу з декількома президентами США за їхні «спроможні рішення» для здійснення контролю. Сазерленд сказав, що Сноу поважає Катніс, яка кидає йому виклик і показує, як могло скластися його життя; навпаки, Сазерленд вважав, що Катніс стала б президентом Панему, якби вона була онукою Сноу.

### Том Блайт
Том Блайт отримав роль молодшого Сноу в «Балада про співочих пташок та змій». Режисер Френсіс Лоуренс хотів взяти когось із блакитними очима, щоб відповідати Сазерленду. Протягом двох місяців Блайт проходив сольні прослуховування та читання сценарію з людьми, які прослуховувалися як Люсі Грей, щоб перевірити хімію акторів. Продюсер Ніна Джейкобсон сказала, що важко було знайти актора, який міг би зобразити героїчну сторону Сноу так само, як і його злодійську сторону. Оскільки Сноу недоїдають, Блайт сказав, що протягом шести місяців він харчувався переважно «скибочками яблук і мигдальним маслом». Волосся Блайт було перефарбоване з коричневого в русяве.

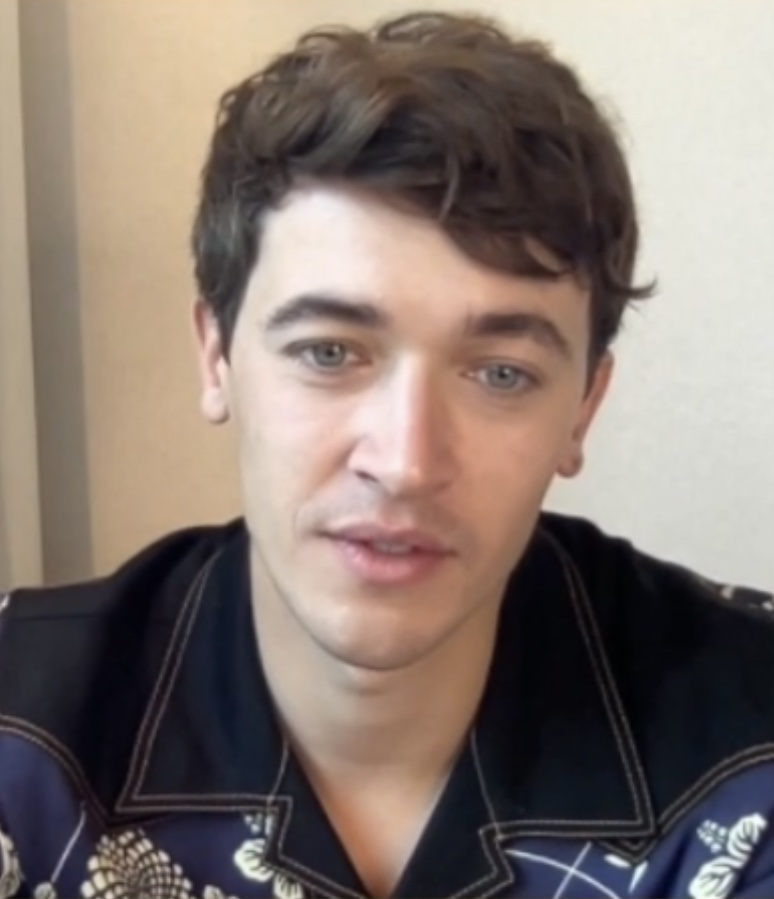
Том Блайт 2022

Ні Лоуренс, ні Блайт не хотіли відтворювати характеристику Сазерленда Сноу. Однак голос Блайт змінився до кінця фільму, щоб стати більш схожим на Сноу у виконанні Сазерленда. Фільм закінчується закадровим голосом Сазерленда, який він каже в «Голодні ігри: Переспівниця»: «Все те, що ми любимо найбільше, руйнує нас». Сноу розповідає про це Катніс, коли повстанці рятують Піту, якого змусили зневажати своє кохання. Ця репліка була включена маркетинговою командою Lionsgate у трейлер, а потім включена у фільм Лоуренса.
Блайт сподівався, що глядачі зможуть зрозуміти мотивацію Сноу і те, як він став злим через фільм. Блайт бачив, що його персонаж проходить три стадії: наївний і честолюбний («Коріо»); вступ у зрілість («Коріолан»); і могутня фігура, яку грає Сазерленд («майбутній президент Сноу»). Якобсон сказав, що фільм вимагав від глядачів стати на бік Сноу, незважаючи на те, що він знав його долю, але також мав зобразити його жадібність і амбіції.

## Рецепція

### Книга «Балада про співочих пташок та змій»
Люсі Павія з The Evening Standard виявила, що Сноу «не викликає особливої емпатії чи інтересу» своєю «дивною сумішшю емпатії та амбіцій». Павія не зрозуміла, якого персонажа повинні підтримувати глядачі, протиставляючи його Катніс. Меган МакКласкі з Time розкритикувала, що його персонаж був «перероблений» на основі його ролі в «Голодних іграх», а «коріння його амбіцій будь–якою ціною» не було виправдано.
Навпаки, Лаура Міллер із Slate похвалила Сноу як більш реалістичного героя, ніж Катніс, оскільки він відчуває «дрібні образи, спалахи великодушності та моральні невдачі». Міллер вважала свою перспективу втомливою в середині книги, але похвалила напрямок книги, оскільки Коріолан змушений робити важкий вибір у Окрузі 12.

### Фільм «Балада про співочих пташок та змій»
Багато критиків не схвалювали акцент у фільмі на Сноу. Роксана Хададі з Vulture зауважила, що майбутнє лиходійство Сноу та один рік його життя заважають фільму сформувати «цілісний портрет» персонажа. У HuffPost Кендіс Фредерік заперечила проти історії походження білого лиходія як шаблонної. Фредеріці було важко залучитися в історію, коли лиходійство Сноу вже відомо, і вона критикувала наслідки пригнобленої кольорової жінки — Люсі Грей — закоханої у свого білого гнобителя — Сноу. Лорен Коутс з Chicago Reader сказала, що фільм не «повністю присвячений дослідженню Сноу як спотвореного антигероя», натомість зосереджений на «відволіканні» стосунків Сноу та Люсі Грей, схожих на стосунки Ромео та Джульєтти.
Сандра Холл з The Sydney Morning Herald описала Сноу у виконанні Блайта як «страшно високого з крижаними блакитними очима, світлими кучерями та патриціанською поведінкою». У Deadline Hollywood Валері Комплекс сказала, що Сноу «нехарактерна нерішучість і відсутність впевненості», на відміну від «страшно безпристрасної хитрості» книги, і що олюднення персонажа спрацювало проти фільму. Венді Айд з The Observer вважала Сноу «дивно непослідовним» і нерозвиненим; Стефані Захарек з Time запитувала, чому Люсі Грей приваблює його. Навпаки, Елізабет Вайцман з Time Out похвалила «занижену харизму» Блайта і його взаємодію з іншими акторами за те, що вона стала «постійним центром» фільму.

### Фільми «Голодні ігри»
Сазерленд був номінований на кінопремію MTV 2014 року в категорії «Найкращий лиходій» за фільм «Голодні ігри: У вогоні». Він був номінований на премію Teen Choice Award 2015 у категорії «Лиходій» за фільм «Голодні ігри: Переспівниця» — Частина 1.
Критики в основному високо оцінили акторську гру Сазерленда. Рецензенти відзначили, що його біла борода робить його схожим на лева. Незалежний рецензент Джеффрі Макнаб назвав його «витончено злим президентом, який гладить бороду». Девід Денбі з The New Yorker вважав його «сатанинські брови та округлий, проникливий голос» цікавими. Емілі Сент–Джеймс, пишучи у Vox, хвалила Сазерленда як «крижано блискучого». Тим не менш, Девід Томсон з The New Republic критикував Сазерленда як «порожнього та передбачуваного» в ролі «видатного натхненника».
Його роль у фільмах була сприйнята неоднозначно. Пишучи в The Globe and Mail, Джефф Певер вважав, що його роль посилила драматичну напругу в «Голодні ігри: У вогоні».. Холл розкритикував скорочення екранного часу Сноу в «Голодні ігри: Переспівниця» — Частина 1 порівняно з попередніми фільмами. Террі Шварц з IGN сказала, що «Голодні ігри: Переспівниця»– Частина 2 нехтує іншими персонажами, щоб зосередитися на суперництві між Катніс і Сноу, додавши, що відмова Катніс вбити Сноу наприкінці «не має необхідного удару».